# Mathieu Rodrigues
 Mathieu Rodrigues  (nacido el 7 de noviembre de 1985) es un tenista profesional francés, nacido en la ciudad de Romorantin Lanthenay, Francia.

## Carrera
Su mejor ranking individual es el N.º 211 alcanzado el 6 de febrero de 2012, mientras que en dobles logró la posición 549 el 2 de febrero de 2009.
No ha logrado hasta el momento títulos de la categoría ATP ni de la ATP Challenger Tour, aunque sí ha obtenido varios títulos Futures tanto en individuales como en dobles.